# Shawnacy Barber
Shawnacy Campbell Barber (Las Cruces, 27 maggio 1994 – Houston, 17 gennaio 2024) è stato un astista canadese.

## Biografia
Nel 2015 prese parte ai campionati del mondo di Pechino conquistando la medaglia d'oro davanti al tedesco Raphael Holzdeppe, arrivato secondo, e al francese detentore del record mondiale Renaud Lavillenie, classificatosi terzo a pari merito con i polacchi Paweł Wojciechowski e Piotr Lisek.
Smise precocemente di gareggiare, nel 2020. Morì ancora molto giovane il 18 gennaio 2024, a soli 29 anni, a causa di complicazioni mediche.

## Vita privata
Il 25 aprile 2017 fece coming out, dichiarandosi orgoglioso di essere omosessuale.

## Record nazionali
- Salto con l'asta: 5,93 m ( Londra, 25 luglio 2015)
- Salto con l'asta indoor: 6,00 m ( Reno, 15 gennaio 2016)

## Progressione

### Salto con l'asta
| Stagione | Misura | Luogo       | Data      | Rank. Mond. |
| -------- | ------ | ----------- | --------- | ----------- |
| 2015     | 5,93 m | Londra      | 25-7-2015 | 3º          |
| 2014     | 5,65 m | Eugene      | 11-6-2014 | 29º         |
| 2013     | 5,71 m | Austin      | 29-3-2013 | 13º         |
| 2012     | 5,57 m | Humble      | 4-8-2012  | 53º         |
| 2011     | 5,02 m | New Orleans | 5-8-2011  | -           |

### Salto con l'asta indoor
| Stagione | Misura | Luogo           | Data      | Rank. Mond. |
| -------- | ------ | --------------- | --------- | ----------- |
| 2015     | 5,91 m | Fayetteville    | 13-3-2015 | 2º          |
| 2014     | 5,75 m | Albuquerque     | 153-2014  | 11º         |
| 2013     | 5,60 m | Ypsilanti       | 11-1-2013 | 30º         |
| 2012     | 5,35 m | College Station | 6-1-2012  | -           |

## Palmarès
| Anno | Manifestazione           | Sede           | Evento           | Risultato | Prestazione | Note  |
| ---- | ------------------------ | -------------- | ---------------- | --------- | ----------- | ----- |
| 2012 | Mondiali juniores        | Barcellona     | Salto con l'asta | Bronzo    | 5,55 m      |       |
| 2013 | Universiadi              | Kazan'         | Salto con l'asta | 11º       | 5,15 m      |       |
| 2013 | Mondiali                 | Mosca          | Salto con l'asta | 27º (q)   | 5,40 m      |       |
| 2013 | Giochi della Francofonia | Nizza          | Salto con l'asta | Argento   | 5,20 m      | [ 4 ] |
| 2014 | Giochi del Commonwealth  | Glasgow        | Salto con l'asta | Bronzo    | 5,45 m      |       |
| 2015 | Giochi panamericani      | Toronto        | Salto con l'asta | Oro       | 5,80 m      |       |
| 2015 | Mondiali                 | Pechino        | Salto con l'asta | Oro       | 5,90 m      |       |
| 2016 | Mondiali indoor          | Portland       | Salto con l'asta | 4º        | 5,75 m      |       |
| 2016 | Giochi olimpici          | Rio de Janeiro | Salto con l'asta | 10º       | 5,50 m      |       |
| 2017 | Mondiali                 | Londra         | Salto con l'asta | 8º        | 5,65 m      |       |
| 2018 | Mondiali indoor          | Birmingham     | Salto con l'asta | 15º       | 5,45 m      |       |
| 2018 | Giochi del Commonwealth  | Gold Coast     | Salto con l'asta | Argento   | 5,65 m      |       |
| 2018 | Campionati NACAC         | Toronto        | Salto con l'asta | Argento   | 5,40 m      |       |

## Altre competizioni internazionali
2018
- Bronzo in Coppa continentale ( Ostrava), salto con l'asta - 5,65 m